# Escola Secundária Emídio Navarro
Fundada em 1898 por Decreto Régio de 09/12/1898, no reinado do Rei Dom Carlos, com o nome de Escola de Desenho Industrial de Viseu, entrou em funcionamento no ano lectivo de 1899/1900.
Ao longo de oito décadas, foi sofrendo alteração na sua estrutura e designação. O Decreto nº 2609-E, de 4 de Setembro de 1916, traz já a designação de Escola Industrial e Comercial Emídio Navarro de Viseu, pelo facto de ter sido introduzido o Curso Elementar do Comércio.
Por Decreto nº 5029, de 1 de Dezembro de 1918, foi criada a Escola Comercial de Viseu. Entre 1914 e 1926 funcionaram duas Escolas, na Casa do Arco: Escola Comercial de Viseu e Escola de Carpintaria, Serralharia e Trabalhos Femininos de Emídio Navarro de Viseu.
Por Decreto de 30 de Setembro de 1926, as duas Escolas são convertidas num só estabelecimento de ensino, denominado Escola Industrial e Comercial de Viseu. Em 1930, através do Decreto nº 18420, de 4 de Junho, a Escola mudou de nome: Escola Industrial e Comercial Dr. Azevedo Neves – Viseu.
A partir de 25 de Agosto de 1948, a Escola voltou a ser Escola Industrial e Comercial de Viseu e, em 29 de Outubro de 1979, pela Portaria nº 608, passou a adotar a sua designação atual, Escola Secundária de Emídio Navarro (muitas vezes referida abreviadamente por ESEN).
Fica localizada na Rua Mestre Teotónio Albuquerque perto do Teatro Viriato, em Viseu.
Assegura, juntamente com a Escola Secundária Alves Martins e a Escola Secundária de Viriato, o ensino secundário na cidade de Viseu.